# Gran Premio motociclistico di San Marino 1987
Il Gran Premio motociclistico di San Marino 1987 fu la dodicesima gara del motomondiale 1987. Si disputò il 30 agosto 1987 sul Misano World Circuit e vide le vittorie di Randy Mamola nella classe 500, di Loris Reggiani nella classe 250, di Fausto Gresini nella classe 125 e di Manuel Herreros nella classe 80.
L'Aprilia ottiene la sua prima vittoria nel motomondiale, con Reggiani in 250.

## Classe 500

### Arrivati al traguardo
| Pos | Pilota            | Moto       | Giri | Tempo     | Griglia | Punti |
| --- | ----------------- | ---------- | ---- | --------- | ------- | ----- |
| 1   | Randy Mamola      | Yamaha     | 35   | 46:35.850 | 2       | 15    |
| 2   | Eddie Lawson      | Yamaha     | 35   | +3.960    | 1       | 12    |
| 3   | Wayne Gardner     | Honda      | 35   | +34.830   | 5       | 10    |
| 4   | Tadahiko Taira    | Yamaha     | 35   | +41.710   | 3       | 8     |
| 5   | Shunji Yatsushiro | Honda      | 35   | +1:01.750 | 12      | 6     |
| 6   | Roger Burnett     | Honda      | 35   | +1:02.190 | 11      | 5     |
| 7   | Niall Mackenzie   | Honda      | 35   | +1:02.370 | 10      | 4     |
| 8   | Christian Sarron  | Yamaha     | 35   | +1:02.690 | 7       | 3     |
| 9   | Gustav Reiner     | Honda      | 34   | +1 giro   | 16      | 2     |
| 10  | Marco Gentile     | Fior-Honda | 34   | +1 giro   | 15      | 1     |
| 11  | Daniel Amatriaín  | Honda      | 34   | +1 giro   | 20      |       |
| 12  | Alessandro Valesi | Honda      | 34   | +1 giro   | 21      |       |
| 13  | Fabio Barchitta   | Honda      | 34   | +1 giro   | 25      |       |
| 14  | Ray Swann         | Honda      | 34   | +1 giro   | 27      |       |
| 15  | Bruno Kneubühler  | Honda      | 34   | +1 giro   | 23      |       |
| 16  | Manfred Fischer   | Honda      | 33   | +2 giri   | 29      |       |
| 17  | Marco Papa        | Honda      | 33   | +2 giri   | 24      |       |
| 18  | Simon Buckmaster  | Honda      | 33   | +2 giri   | 31      |       |
| 19  | Romolo Balbi      | Honda      | 33   | +2 giri   | 34      |       |
| 20  | Karl Truchsess    | Honda      | 33   | +2 giri   | 36      |       |
| 21  | Marco Marchesani  | Suzuki     | 32   | +3 giri   | 33      |       |

### Ritirati
| Pilota              | Moto      | Giri | Motivo ritiro | Griglia |
| ------------------- | --------- | ---- | ------------- | ------- |
| Vittorio Scatola    | Paton     | 30   |               | 26      |
| Richard Scott       | Yamaha    | 26   | Caduta        | 22      |
| Vittorio Gibertini  | Suzuki    | 23   |               | 28      |
| Fabio Biliotti      | Honda     | 17   |               | 18      |
| Didier de Radiguès  | Cagiva    | 14   |               | 9       |
| Leandro Becheroni   | Suzuki    | 10   |               | 32      |
| Kenny Irons         | Suzuki    | 10   |               | 14      |
| Wolfgang von Muralt | Suzuki    | 9    |               | 30      |
| Massimo Broccoli    | Honda     | 8    |               | 17      |
| Robert McElnea      | Yamaha    | 6    | Caduta        | 4       |
| Silvo Habat         | Honda     | 5    |               | 35      |
| Ron Haslam          | Elf-Honda | 5    |               | 19      |
| Raymond Roche       | Cagiva    | 5    |               | 13      |
| Freddie Spencer     | Honda     | 3    | Caduta        | 6       |
| Pierfrancesco Chili | Honda     | 3    | Caduta        | 8       |

### Non qualificati
| Pilota            | Moto   |
| ----------------- | ------ |
| Ari Rämö          | Honda  |
| Josef Doppler     | Honda  |
| Claus Wulff       | Honda  |
| Gerold Fischer    | Honda  |
| Andreas Leuthe    | Honda  |
| Larry Vacondio    | Suzuki |
| Vincenzo Cascino  | Honda  |
| Thierry Rapicault | Fior   |
| Georg Jung        | Honda  |

## Classe 250

### Arrivati al traguardo
| Pos | Pilota               | Moto      | Tempo     | Griglia | Punti |
| --- | -------------------- | --------- | --------- | ------- | ----- |
| 1   | Loris Reggiani       | Aprilia   | 41:21.580 | 3       | 15    |
| 2   | Luca Cadalora        | Yamaha    | +7.890    | 1       | 12    |
| 3   | Sito Pons            | Honda     | +11.060   | 14      | 10    |
| 4   | Dominique Sarron     | Honda     | +11.420   | 4       | 8     |
| 5   | Martin Wimmer        | Yamaha    | +12.180   | 2       | 6     |
| 6   | Anton Mang           | Honda     | +12.320   | 12      | 5     |
| 7   | Juan Garriga         | Yamaha    | +12.530   | 8       | 4     |
| 8   | Manfred Herweh       | Honda     | +13.470   | 15      | 3     |
| 9   | Reinhold Roth        | Honda     | +13.690   | 5       | 2     |
| 10  | Patrick Igoa         | Yamaha    | +14.050   | 7       | 1     |
| 11  | Maurizio Vitali      | Garelli   | +14.260   | 9       |       |
| 12  | Ivan Palazzese       | Yamaha    | +19.070   | 6       |       |
| 13  | Stéphane Mertens     | Honda     | +19.330   | 10      |       |
| 14  | Urs Luzi             | Honda     | +27.660   | 19      |       |
| 15  | Donnie McLeod        | EMC/Rotax | +33.440   | 16      |       |
| 16  | Jean-Michel Mattioli | Yamaha    | +33.870   | 17      |       |
| 17  | Marcellino Lucchi    | Honda     | +48.220   | 13      |       |
| 18  | Guy Bertin           | Honda     | +48.390   | 22      |       |
| 19  | Marcello Iannetta    | Yamaha    | +48.720   | 28      |       |
| 20  | Fausto Ricci         | Honda     | +50.320   | 23      |       |
| 21  | Jean-Philippe Ruggia | Yamaha    | +50.540   | 25      |       |
| 22  | Massimo Matteoni     | Honda     | +55.990   | 20      |       |
| 23  | René Delaby          | Yamaha    | +1:04.340 | 24      |       |
| 24  | Harald Eckl          | Honda     | +1:08.940 | 21      |       |
| 25  | Christian Boudinot   | Fior      | +1:15.090 | 29      |       |
| 26  | Bruno Bonhuil        | Honda     | +1:21.840 | 32      |       |
| 27  | Gary Cowan           | Honda     | +1 giro   | 26      |       |
| 28  | Alberto Rota         | Honda     | +1 giro   | 33      |       |
| 29  | Renzo Colleoni       | Honda     | +1 giro   | 34      |       |

### Ritirati
| Pilota              | Moto   | Motivo ritiro | Griglia |
| ------------------- | ------ | ------------- | ------- |
| Carlos Cardús       | Honda  |               | 11      |
| Stefano Caracchi    | Honda  |               | 18      |
| Jean-François Baldé | Honda  |               | 27      |
| Jean Foray          | Honda  |               | 30      |
| Jochen Schmid       | Yamaha |               | 31      |
| Andrea Brasini      | Honda  |               | 36      |

### Non partito
| Pilota       | Moto   | Griglia |
| ------------ | ------ | ------- |
| Antonio Neto | Yamaha | 35      |

### Non qualificati
| Pilota                 | Moto      |
| ---------------------- | --------- |
| Bernard Haenggeli      | Yamaha    |
| Graham Singer          | Rotax     |
| Javier Cardelús        | Honda     |
| Kevin Mitchell         | Yamaha    |
| Hans Lindner           | Honda     |
| Englebert Neumair      | Rotax     |
| Takayoshi Yamamoto     | Yamaha    |
| Nedy Crotta            | Armstrong |
| Hervé Duffard          | Honda     |
| Janez Stefanec         | Honda     |
| Jean-Louis Guignabodet | Honda     |

## Classe 125

### Arrivati al traguardo
| Pos | Pilota             | Moto          | Tempo     | Griglia | Punti |
| --- | ------------------ | ------------- | --------- | ------- | ----- |
| 1   | Fausto Gresini     | Garelli       | 38:36.200 | 1       | 15    |
| 2   | August Auinger     | MBA           | +33.140   | 5       | 12    |
| 3   | Paolo Casoli       | Moto AGV      | +42.850   | 2       | 10    |
| 4   | Ezio Gianola       | Honda         | +1:06.060 | 8       | 8     |
| 5   | Mike Leitner       | MBA           | +1:12.150 | 9       | 6     |
| 6   | Lucio Pietroniro   | MBA           | +1:12.650 | 6       | 5     |
| 7   | Andrés Sánchez     | Ducados       | +2:08.970 | 12      | 4     |
| 8   | Gastone Grassetti  | MBA           | +1 giro   | 16      | 3     |
| 9   | Håkan Olsson       | Starol        | +1 giro   | 20      | 2     |
| 10  | Norbert Peschke    | Seel          | +1 giro   | 14      | 1     |
| 11  | Olivier Liégeois   | Assmex        | +1 giro   | 13      |       |
| 12  | Jussi Hautaniemi   | MBA           | +1 giro   | 19      |       |
| 13  | Willy Pérez        | MBA (Zanella) | +1 giro   | 10      |       |
| 14  | Flemming Kistrup   | MBA           | +1 giro   | 23      |       |
| 15  | Bady Hassaine      | MBA           | +1 giro   | 21      |       |
| 16  | Jean-Claude Selini | MBA           | +1 giro   | 18      |       |
| 17  | Claudio Macciotta  | MBA           | +1 giro   | 31      |       |
| 18  | Pier Paolo Bianchi | MBA           | +1 giro   | 4       |       |
| 19  | Robin Appleyard    | MBA           | +1 giro   | 36      |       |
| 20  | Jacques Hutteau    | MBA           | +1 giro   | 35      |       |
| 21  | Iván Troisi        | MBA           | +1 giro   | 11      |       |
| 22  | Luciano Garagnani  | MBA           | +1 giro   | 26      |       |
| 23  | Emilio Cuppini     | Honda         | +1 giro   | 22      |       |
| 24  | Manuel Hernández   | Beneti        | +1 giro   | 30      |       |
| 25  | Heinz Litz         | MBA           | +1 giro   | 34      |       |
| 26  | Peter Sommer       | MBA           | +2 giri   | 25      |       |

### Ritirati
| Pilota             | Moto          | Motivo ritiro | Griglia |
| ------------------ | ------------- | ------------- | ------- |
| Johnny Wickström   | MBA (Tunturi) |               | 15      |
| Thierry Feuz       | MBA           |               | 17      |
| Allan Scott        | EMC           |               | 24      |
| Marco Cipriani     | MBA           |               | 27      |
| Domenico Brigaglia | Moto AGV      |               | 7       |
| Hubert Abold       | Honda         |               | 28      |
| Stefano Bianchi    | MBA           |               | 29      |
| Esa Kytölä         | MBA           |               | 32      |
| Adi Stadler        | MBA           |               | 33      |

### Non partito
| Pilota         | Moto    | Griglia |
| -------------- | ------- | ------- |
| Bruno Casanova | Garelli | 3       |

### Non qualificati
| Pilota                 | Moto    |
| ---------------------- | ------- |
| Robin Milton           | MBA     |
| Heinz Lüthi            | Honda   |
| Paul Bordes            | MBA     |
| Marco Pirani           | Ballen  |
| Roberto Dova           | EMC     |
| Ian McConnachie        | MBA     |
| Taru Rinne             | MBA     |
| Nicolas Gonzales       | MBA     |
| Vincenzo Sblendorio    | Mancini |
| Karl Dauer             | MBA     |
| Thomas Møller-Pedersen | MBA     |
| Christian Le Badezet   | MBA     |

## Classe 80

### Arrivati al traguardo
| Pos | Pilota             | Moto     | Tempo     | Griglia | Punti |
| --- | ------------------ | -------- | --------- | ------- | ----- |
| 1   | Manuel Herreros    | Derbi    | 32:05.360 | 2       | 15    |
| 2   | Stefan Dörflinger  | Krauser  | +3.680    | 3       | 12    |
| 3   | Ian McConnachie    | Krauser  | +11.610   | 4       | 10    |
| 4   | Gerhard Waibel     | Krauser  | +11.620   | 9       | 8     |
| 5   | Jörg Seel          | Seel     | +25.410   | 12      | 6     |
| 6   | Giuseppe Ascareggi | BBFT     | +26.500   | 7       | 5     |
| 7   | Alex Barros        | Arbizu   | +27.070   | 10      | 4     |
| 8   | Hans Spaan         | Casal    | +29.870   | 8       | 3     |
| 9   | Herri Torrontegui  | JJ-Cobas | +59.260   | 20      | 2     |
| 10  | Peter Öttl         | Krauser  | +59.570   | 16      | 1     |
| 11  | Salvatore Milano   | Krauser  | +59.880   | 14      |       |
| 12  | Juhász Károly      | Krauser  | +1:04.460 | 11      |       |
| 13  | Reiner Koster      | Kroko    | +1:16.050 | 19      |       |
| 14  | Heinz Paschen      | Casal    | +1:29.350 | 25      |       |
| 15  | Theo Timmer        | Casal    | +1:30.180 | 17      |       |
| 16  | Günter Schirnhofer | Krauser  | +1 giro   | 27      |       |
| 17  | Josef Fischer      | Krauser  | +1 giro   | 13      |       |
| 18  | Wilco Zeelenberg   | Casal    | +1 giro   | 24      |       |
| 19  | Serge Julin        | Casal    | +1 giro   | 25      |       |
| 20  | Otto Machinek      | H&M      | +1 giro   | 30      |       |
| 21  | Mario Stocco       | Faccioli | +1 giro   | 33      |       |
| 22  | Raimo Lipponen     | Krauser  | +1 giro   | 32      |       |
| 23  | Lionel Robert      | SPR      | +1 giro   | 35      |       |
| 24  | Rainer Kunz        | Kroko    | +2 giri   | 22      |       |
| 25  | Chris Baert        | Seel     | +2 giri   | 28      |       |

### Ritirati
| Pilota             | Moto    | Motivo ritiro | Griglia |
| ------------------ | ------- | ------------- | ------- |
| Hubert Abold       | Krauser |               | 5       |
| Paolo Priori       | Krauser |               | 15      |
| Luis Miguel Reyes  | Autisa  |               | 6       |
| Jorge Martínez     | Derbi   |               | 1       |
| Stuart Edwards     | Casal   |               | 37      |
| Juan Ramón Bolart  | Autisa  |               | 18      |
| Paul Bordes        | RB      |               | 29      |
| Mario Scalinci     | HuVo    |               | 34      |
| Thomas Engl        | Esch    |               | 31      |
| Giuliano Tabanelli | UFO     |               | 36      |

### Non partiti
| Pilota      | Moto    | Griglia |
| ----------- | ------- | ------- |
| René Dünki  | Krauser | 21      |
| Richard Bay | Casal   | 23      |

### Non qualificati
| Pilota          | Moto    |
| --------------- | ------- |
| Felix Rodriguez | Cobas   |
| Paolo Scappini  | Unimoto |
| Nicola Casadei  | Casal   |